# ららテラス北綾瀬
ららテラス北綾瀬（ららテラスきたあやせ）は、東京都足立区にあるショッピングセンターである。2025年6月24日開業。

## 概要
「三井不動産商業マネジメント」が運営・管理するライフスタイル型ショッピングセンター。
構造規模は鉄骨造地上4階、地下1階建、全51店舗である。
北綾瀬駅北改札からペデストリアンデッキで同施設2階が直接接続しており、駅前の交通広場にも面するアクセスの良い立地となっている。
綾瀬エリア初となる大型フードコート（約500席、全10店舗）も設置する。

## 沿革
- 2023年6月14日（令和5年）：着工[2][4]
- 2025年6月24日（令和7年）：開業[1][2]

## テナント
- スーパーマーケット（サミット）、ファッション、雑貨、飲食、サービス等、51店舗が出店[2][3]
- 大型フードコート（大阪王将、大阪焼肉ふたごや（足立区初）、サーティーワン、札幌味噌 Fuji屋（東京都初）、韓ポチャ、マクドナルド、松戸富田製麺（足立区初）、ミスタードーナツ、山下本気うどん（足立区初）、横浜中華街台湾美食店886食堂（東京都初）[1][3]

## 特徴
ライフスタイル型商業施設「ららテラス」として首都圏6施設目となるもので、年間売上目標は120億円、年間来場者目標は350万人以上を目指している。
外観デザインは、綾瀬の地名にちなんだ綾織をモチーフとして採用したもの。同様のデザインを、エントランスやエスカレーターの壁面などにも散見できる。
環境への取り組みとしては、ZEB Oriented(物販等)、DBJ Green Building認証、ソーラーパネルの実装（約80,000kWh/年）、屋上・歩道の緑化（計約960㎡の緑地）などが挙げられ、サステナブル社会の実現に向け進取的である。コンセプトは「街の賑わい」と「日常生活の彩り」の提供。
三井不動産株式会社は、北綾瀬エリアの世帯数が増加の一途を辿り、2022年以降に新規マンションが599戸増加していることなどから、北綾瀬を「ポテンシャルが高いエリア」と分析し、今後に期待を寄せている。
- フードコート 2F
- 3F くまざわ書店前
- 4F PLAZA CAPCOM
- 4F CLINIC Station

## アクセス
- 東京メトロ千代田線 北綾瀬駅直結。
- 車・バイク・自転車 駐車場あり